# Ломонос-Грішутіна Марія Семенівна
Ломонос-Грішутіна Марія Семенівна (1925–1993) - відома шахтарка, жінка-вибійниця, яка в роки Другої світової війни випрацьовувала від чотирьох до дев'ятьох змінних норм. Заслужений шахтар України. Почесна громадянка м. Горлівки.

## Біографія
18-річна Марія Гришутіна зібрала першу жіночу бригаду в 1943 р. Сталося це на шахті № 19-20 відразу після звільнення Донбасу від фашистів. 
11 грудня 1943 р. у Горлівці (Донбас) відбувся зліт жінок-гірників. Після цього зльоту  на Донбасі став поширюватися рух з організації бригад вибійниць. Горлівчанка Марія Гришутіна звернулася до жінок і дівчат Донбасу з закликом опанувати «чоловічими» шахтарськими професіями. На заклик «Дівчата, у вибій!» Були створені 20 жіночих бригад вибійників, які змагалися між собою.
Марія Гришутіна практично повторила рекорд Олексія Стаханова. Вона почала з півтори норми і закінчила з результатом в 11,5 чоловічих норми; сам Стаханов давав 12. Але знаменитий гірник працював відбійним молотком, і за його спиною було троє кріпильників, а Марія - кайлом, кріпити виробки дівчині допомагав лише батько-інвалід Семен Гришутін.
За три роки свого існування бригада дала 55 ешелонів вугілля. Згодом Марія Гришутіна закінчила технікум і стала начальником видобувної дільниці. З 1956 р. Марія Семенівна у вибій більше не спускалася, вона вийшла на пенсію на посаді гірничого диспетчера шахти «Горлівська-Глибока» (тепер Шахта імені Юрія Гагаріна) в 1970 р.

## Нагороди
Нагороджена двома орденами "Знак Пошани", знаками "Шахтарська слава" ІІІ ступеня, "Відмінник соціалістичного змагання Міністерства вугільної промисловості СРСР".